# Topoľníky
Topoľníky es un municipio del distrito de Dunajská Streda en la región de Trnava, Eslovaquia, con una población estimada a final del año 2024 de 3122 habitantes.
Se encuentra ubicado al sur de la región, cerca de los ríos Danubio y Váh, y de la frontera con Hungría y la región de Bratislava.

## Demografía
| Año        | 1994 | 2004    | 2014    | 2024    |
| ---------- | ---- | ------- | ------- | ------- |
| Población  | 2991 | 3001    | 3018    | 3122    |
| Diferencia |      | +0,33 % | +0,56 % | +3,44 % |

| Año        | 2023 | 2024    |
| ---------- | ---- | ------- |
| Población  | 3132 | 3122    |
| Diferencia |      | −0,31 % |